# Warhapur
Warhapur è una suddivisione dell'India, classificata come nagar panchayat, di 20.863 abitanti, situata nel distretto di Bijnor, nello stato federato dell'Uttar Pradesh.